# A1B反應爐

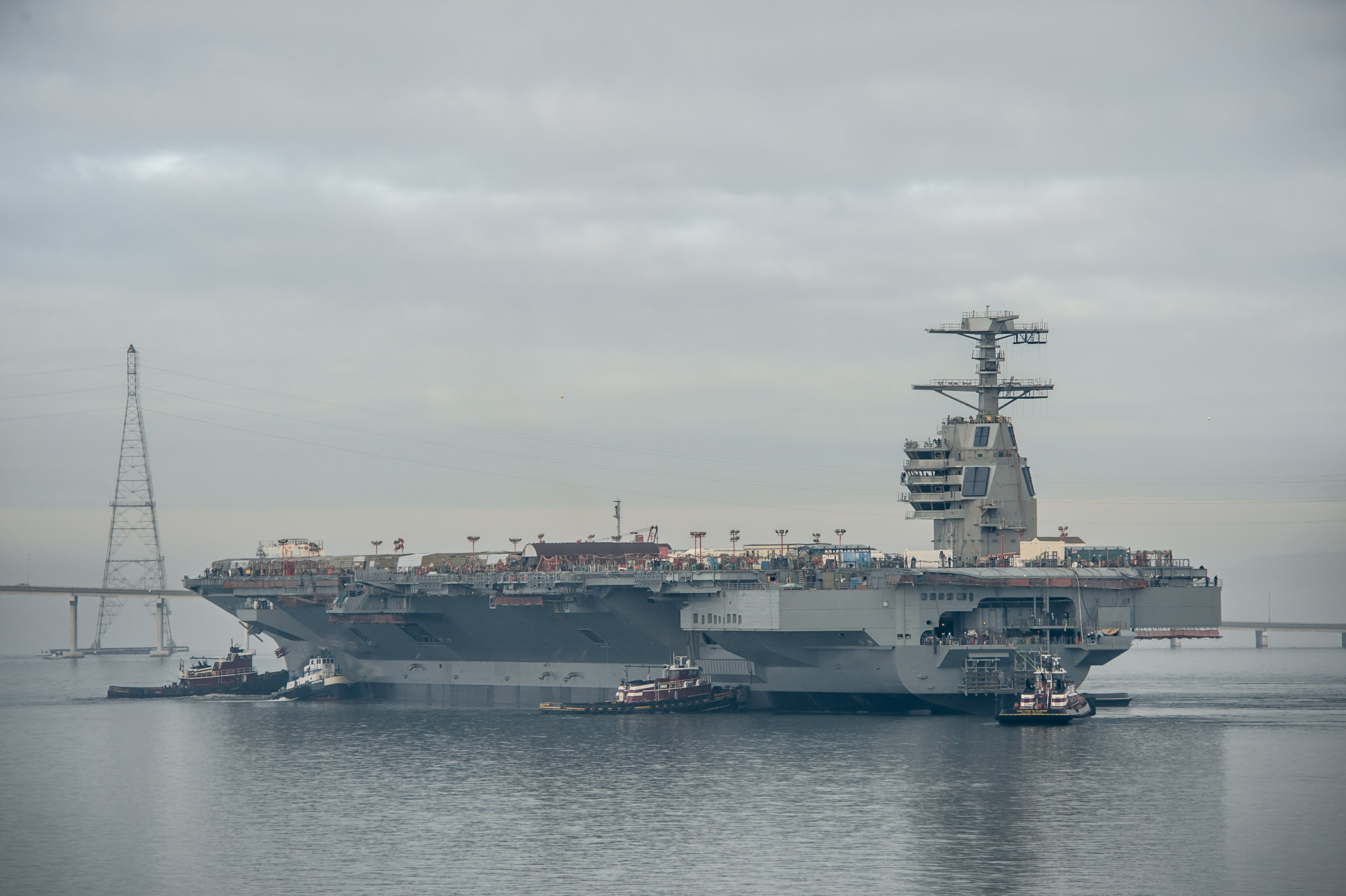
2013年，航母預調試單元福特號航空母艦（CVN-78）被轉移到紐波特紐斯造船公司的3號碼頭，進行28個月的額外的儀裝與測試.

A1B反應爐（A1B reactor）為美國海軍設計福特級核動力航空母艦用作發電及推力來源專用的核反应堆。
其中，「A1B」幾個字母與數字分別代表：
- A：航空母舰（Aircraft carrier）
- 1：由負責合約承包商設計的第一代核反應器爐心
- B：該反應爐的合約承包商為貝泰船用推進公司（Bechtel Marine Propulsion Corporation）

唯一使用此反應爐的軍艦是福特級核動力航空母艦。每艘航母有2個反應爐，每個A1B反應爐熱功率估計為700MW，較上一代A4W反應爐增加25%，並預計發電及推力系統有較高的運作效率。每個反應爐推算可產生125MW電力。 根據A4W反應爐的資料推算 ，蒸汽鍋爐推算可產生350,000軸馬力（260MW），作為4個螺旋槳的推力來源。

## 外部連結
- A1B reactor（页面存档备份，存于）